# Hayne van Ghizeghem
Hayne van Ghizeghem (* um 1445 vermutlich in Ghizeghem bei Gent; † vor 1497 vermutlich in Frankreich) war ein franko-flämischer Komponist, Dichter, Lautenist und Sänger der frühen Renaissance.

## Leben und Wirken
Haynes Geburtsort und -datum sind bis heute nicht bekannt, aber sein Name deutet an, dass er aus der Ortschaft Ghizeghem bei Gent (zwischen Dendermonde und Aalst) stammt. Der erste direkte Beleg stammt aus Rechnungen des Grafen von Charolais, dem späteren Herzog Karl der Kühne von Burgund vom Jahr 1457 und betrifft eine Zahlung von „vingt-deux cus d’or de quarante-huits gros fait“ an einen Sänger der Hofkapelle namens Constans Breuwe de Languebroek für Unterhalt und Garderobe eines „jeusne filz appelé Hayne van Ghizeghem, le quel icelui Sgr. a mis de moures avec lui“ für die Zeit vom 1. November 1456 bis 31. Dezember 1457. In den 1460er Jahren trat Hayne in den ständigen Dienst des burgundischen Hofs und hatte das Amt eines „chantre et valet de chambre“ (Sänger und Kammerdiener) inne, gehörte aber, wie sein Kollege Adrien Basin, nicht zur Kapelle; für 1467 und 1468 ist für ihn eine Zahlung von sechs sous pro Tag belegt. 1468 begleitete er seinen Dienstherrn auf dessen Feldzug gegen Lüttich und bekam für die Ausstattung seiner Equipage eine zusätzliche Zahlung von 45 livres und 18 sous. Ende der 1460er Jahre war er als Komponist und Dichter bereits berühmt, obwohl er bis dahin erst wenige Werke verfasst hatte (darunter „Amours, amours“ und „De tous biens plaine“), vermutlich weil ihn der Dienst bei Hofe entsprechend in Anspruch genommen hat.
Der burgundische Herzog unternahm im Jahr 1472 die Belagerung der Stadt Beauvais. Auf der Liste der Personen, die ihm dorthin gefolgt waren, war auch Hayne verzeichnet. Im Zuge dieser Ortswechsel des burgundischen Herzogs kam vermutlich auch sein Zusammentreffen mit dem Komponisten Robert Morton in Cambrai zustande, welches in dem Text des anonymen Rondeaus „La plus grand chiere de jamais“ beschrieben wird. Möglicherweise hat sie auch die Weihe der Kathedrale von Cambrai am 5. Juli 1472 dorthin geführt; falls dies zutrifft, hat Hayne sicher auch Guillaume Dufay getroffen, der um diese Zeit dort lebte.
Hayne van Ghizeghem war wenigstens bis zum 9. Dezember 1476 am burgundischen Hof tätig; er und Adrien Basin haben den burgundischen Herzog auch auf dem Kriegszug gegen Nancy begleitet, welcher für den Herzog und für Burgund mit einer schweren Niederlage endete. Direkte Belege für Haynes weiteres Leben fehlen ab dieser Zeit in der Überlieferung. Es bestehen heute kaum noch Zweifel, dass er nach den 1470er Jahren noch gelebt und komponiert hat, aber es ist schwierig zu ermitteln, wo dies gewesen ist. Maßgebliche spätere Werke Haynes zeigen einen gewissen Zusammenhang mit dem Hof des französischen Königs, weshalb eine Anstellung im Umfeld des dortigen Hofs eine gewisse Wahrscheinlichkeit besitzt. Dafür spricht auch, dass einige von Haynes Kompositionen, bei denen seine Autorschaft nicht sicher ist, teilweise auch anderen Komponisten (Jehan Fresneau, Johannes Ockeghem und Alexander Agricola) zugeschrieben wurden, deren Tätigkeit am französischen Königshof am Ende des 15. Jahrhunderts ohne Zweifel feststeht.
Nachdem Johannes Ockeghem am 6. Februar 1497 verstorben war, hat der Dichter Guillaume Crétin (≈1465–1525) in seiner Trauerdichtung „Deploration sur la mort d’Ockeghem“ einen himmlischen Chor beschrieben, der Ockeghem im Paradies empfängt und einige seiner Messen singt (Strophen 209–220), wobei Hayne van Ghizeghem (neben John Dunstable, Guillaume Dufay, Gilles Binchois, Constans und anderen) ein Mitglied dieses Chors ist. In den darauf folgenden Strophen 221–223 wird eine Szene dargestellt, in der Ockeghem von Hayne allein geehrt wird durch Singen seiner Motette „Ut heremita solus“ und Begleitung auf der Laute. Diese Darstellungen bezeugen, dass Hayne van Ghizeghem vor 1497 verstorben sein muss.

## Bedeutung
Es ist gesichert, dass die Chansons „Amours, amours“ und „De tous biens plaine“ bereits Ende der 1460er Jahre vorgelegen haben, während die Chansons „Plus n’en auray“, „Gentilz gallans“, „Les grans regrets“, „De quatre nuyts“, „Penser en vous“, „Pour ce que j’ay jouy“ und „La Regretée“ einer späteren Zeit entstammen, die gegenüber den früheren Chansons neue Merkmale aufweisen. Insgesamt ragen Haynes Chansons nicht über den Standard der damaligen burgundischen Chansons hinaus (Duette aus Oberstimme und Tenor, die ein Contratenor als Bass begleitet), doch hat er diesen Typus zu einer Reife entwickelt, dass motettische Züge an ihm feststellbar sind. Bei seinen früheren Stücken ist die Oberstimme (Melodie) bevorzugt, die Stimmen haben kein melodisches Material gemeinsam, und die Rhythmen sind regulär und unkompliziert. Bei den späteren Stücken werden bei ihm die Stimmen in Beziehung zueinander gesetzt mit der Methode der Imitation und dem Austausch von Motiven, wodurch die Stimmen rhythmisch und melodisch gleichwertig werden. Die progressivste Komposition in diesem Sinne ist „La Regretée“, wo praktisch in jedem Takt das Hauptmotiv erscheint und jeder Teil mit fast fugenmäßigen Imitationen beginnt.
Hayne van Ghizeghem erfreute sich noch zu Lebzeiten als Dichter und vor allem als Komponist einer besonderen Bekanntheit und Wertschätzung. Einige seiner Werke waren weit verbreitet; hierzu gehört insbesondere die Chanson „De tous bien plaine“ – möglicherweise das am meisten verbreitete Stück des gesamten franko-flämischen Repertoires. Darüber hinaus wurden Kompositionen und Motive seiner Werke als Fremd-Cantus-firmus in Chansons, Motetten und Messen von Loyset Compère (Motette „Omnium bonorum plena“), Johannes Tinctoris, Alexander Agricola, Heinrich Isaac, Josquin des Prez, Johannes Prioris, Johannes Ghiselin, Antoine Bruhier, Ludwig Senfl und Bartolomeo degli Organi verwendet. Außerdem erscheint sein Name in literarischen, musiktheoretischen und musikalischen Werken des 15. und 16. Jahrhunderts (Eloy d’Amerval, Pietro Aron, François Rabelais).

## Werke
- Werke mit sicherer Zuschreibung
  - „A l’audience“, Rondeau cinquain zu vier Stimmen (nur in italienischen Quellen; zitiert aus Haynes Chanson Allez, regrets; vielleicht nicht echt)
  - „Allez, regrets“, Rondeau cinquain zu drei Stimmen, Text von Johannes II. von Bourbon
  - „Amours, amours“, Rondeau cinquain zu drei Stimmen
  - „Ce n’est pas jeu“, Rondeau quatrain zu drei Stimmen, teilweise Ockeghem zugeschrieben
  - „De quatre nuyts“, Rondeau cinquain zu drei Stimmen
  - „De tous biens plaine“, Rondeau quatrain zu drei Stimmen
  - „De vous aymer“, Rondeau cinquain zu drei Stimmen
  - „Gentilz gallans“, Rondeau quatrain zu drei Stimmen
  - „Je sçay tout“, Rondeau cinquain zu drei Stimmen
  - „La Regretée“, Rondeau cinquain layé zu drei Stimmen
  - „Les grans regrets“, Rondeau quatrain zu drei Stimmen, teilweise Alexander Agricola zugeschrieben
  - „Mon souvenir“, Rondeau quatrain zu drei Stimmen
  - „Penser en vous“, Rondeau quatrain zu drei Stimmen
  - „Plus n’en auray“, Rondeau quatrain(?) zu drei Stimmen
  - „Pour ce que j’ay jouy“, Rondeau quatrain zu drei Stimmen
  - „Si une fois puis recouvrir“, Rondeau quatrain zu drei Stimmen, nur Refrain erhalten
- Zweifelhafte und verlorene Werke
  - „Chi dit on benedicite“, Rondeau cinquain zu drei Stimmen, wahrscheinlich von Antoine Busnoys
  - „De vous servir“, Rondeau cinquain zu drei Stimmen, wahrscheinlich von Jehan Fresneau
  - „D’ung aultre amer“ (verschollen)
  - „Elle en est“, Rondeau cinquain zu drei Stimmen, anonym, aus stilistischen und kodikologischen Gründen Hayne zugeschrieben
  - „J’ay bien choisi“ Rondeau quatrain (?) zu drei Stimmen, wahrscheinlich von Antoine Busnoys
  - „Je suis venu“, Rondeau zu drei Stimmen, Form unklar, wahrscheinlich von Antoine Busnoys
  - „Se je vous eslonge“, Virelai zu drei Stimmen, wahrscheinlich von Alexander Agricola